# Marziano Magnani
Marziano Magnani (Bologna, 14 giugno 1936 – Bologna, 11 novembre 1983) è stato un lottatore italiano.

## Biografia
Nato a Bologna nel 1936, gareggiava nella lotta greco-romana, nella categoria di peso dei pesi medi (79 kg), tesserato per il Club Atletico Bologna.
A 24 anni partecipò ai Giochi olimpici di Roma 1960, nei pesi medi (79 kg), perdendo ai punti sia il primo turno contro il turco Kazım Ayvaz sia il secondo con il tedesco Lothar Metz, poi argento, non accedendo così al terzo turno e terminando 15º totale.
In seguito fu campione italiano per due anni consecutivi nel 1964 e 1965, e poi nel 1971 e 1974.
Morì nel 1983, a soli 47 anni.